# 守谷市の町名
本項守谷市の町名（もりやしのちょうめい）では、茨城県守谷市における現在の町名及び過去に存在した町名と大字名・小字名を一覧化するとともに、明治時代初期以来の町名・字名の変遷について記述する。

## 概要
守谷市域には、下総国相馬郡に属する1の町（守谷町）と15の村（高野村ほか）が存在していた。それらは全て葛飾県、印旛県、千葉県を経て茨城県となり、1878年（明治11年）の郡区町村編制法施行時には相馬郡の分割により北相馬郡の所属となった。1881年（明治14年）に辰新田村、1883年（明治16年）に西奥山新田が守谷町に編入され1町13村となった後、それらは1889年（明治22年）の市制町村制施行時に、北相馬郡守谷町、大井沢村、高野村、大野村、高井村のいずれかの大字となった。
1955年（昭和30年）2月15日に高井村大字同地が守谷町に編入、同3月1日に守谷町、大井沢村、高野村、大野村が合併することで改めて守谷町が発足し、2002年（平成14年）に市制施行し現在に至る。
1955年（昭和30年）3月1日の合併直前の町村別大字は以下のとおりである。
- 旧守谷町 赤法花（あかぼっけ）、小山、守谷、同地（2月15日に高井村より編入）
- 旧大井沢村 板戸井、大木、大山新田、立沢
- 旧大野村 大柏、野木崎
- 旧高野村 乙子、高野、鈴塚

### 現行行政町名・大字
守谷市では、住居表示に関する法律に基づく住居表示は実施しておらず、1982年（昭和57年）以降町名地番整理により住所整理が実施されている。
| 町名           | 町名の読み       | 町区域新設年月日 | 町名地番整理実施年月日 | 町名地番整理実施前の町名等                 | 備考 |
| -------------- | ---------------- | ---------------- | ---------------------- | ------------------------------------------ | ---- |
| 赤法花         | あかぼっけ       | 1889年4月1日     | 未実施                 | 北相馬郡赤法花村                           |      |
| 板戸井         | いたとい         | 1889年4月1日     | 未実施                 | 北相馬郡板戸井村                           |      |
| 大柏           | おおがしわ       | 1889年4月1日     | 未実施                 | 北相馬郡大柏村                             |      |
| 大木           | おおき           | 1889年4月1日     | 未実施                 | 北相馬郡大木村                             |      |
| 大山新田       | おおやましんでん | 1889年4月1日     | 未実施                 | 北相馬郡大山新田                           |      |
| 乙子           | おとご           | 1889年4月1日     | 未実施                 | 北相馬郡乙子村                             |      |
| 久保ケ丘一丁目 | くぼがおか       | 1985年5月24日    | 1985年5月24日          | 大字立沢                                   |      |
| 久保ケ丘二丁目 | くぼがおか       | 1985年5月24日    | 1985年5月24日          | 大字立沢                                   |      |
| 久保ケ丘三丁目 | くぼがおか       | 1985年5月24日    | 1985年5月24日          | 大字立沢                                   |      |
| 久保ケ丘四丁目 | くぼがおか       | 1985年5月24日    | 1985年5月24日          | 大字立沢、大字大山新田                     |      |
| けやき台一丁目 | けやきだい       | 1988年5月31日    | 1988年5月31日          | 大字乙子、大字守谷                         |      |
| けやき台二丁目 | けやきだい       | 1988年5月31日    | 1988年5月31日          | 大字乙子、大字高野                         |      |
| けやき台三丁目 | けやきだい       | 1988年5月31日    | 1988年5月31日          | 大字乙子、大字守谷（飛地）                 |      |
| けやき台四丁目 | けやきだい       | 1988年5月31日    | 1988年5月31日          | 大字乙子、大字高野、大字守谷               |      |
| けやき台五丁目 | けやきだい       | 1988年5月31日    | 1988年5月31日          | 大字守谷                                   |      |
| けやき台六丁目 | けやきだい       | 1988年5月31日    | 1988年5月31日          | 大字高野、大字守谷                         |      |
| 御所ケ丘一丁目 | ごしょがおか     | 1985年5月24日    | 1985年5月24日          | 大字立沢                                   |      |
| 御所ケ丘二丁目 | ごしょがおか     | 1985年5月24日    | 1985年5月24日          | 大字立沢                                   |      |
| 御所ケ丘三丁目 | ごしょがおか     | 1985年5月24日    | 1985年5月24日          | 大字立沢                                   |      |
| 御所ケ丘四丁目 | ごしょがおか     | 1985年5月24日    | 1985年5月24日          | 大字立沢                                   |      |
| 御所ケ丘五丁目 | ごしょがおか     | 1985年5月24日    | 1985年5月24日          | 大字立沢                                   |      |
| 高野           | こうや           | 1889年4月1日     | 未実施                 | 北相馬郡高野村                             |      |
| 小山           | こやま           | 1889年4月1日     | 未実施                 | 北相馬郡小山村                             |      |
| 鈴塚           | すずつか         | 1889年4月1日     | 未実施                 | 北相馬郡鈴塚村                             |      |
| 立沢           | たつざわ         | 1889年4月1日     | 未実施                 | 北相馬郡立沢村                             |      |
| 中央一丁目     | ちゅうおう       | 2010年2月27日    | 2010年2月27日          | 大字守谷                                   |      |
| 中央二丁目     | ちゅうおう       | 2010年2月27日    | 2010年2月27日          | 大字守谷                                   |      |
| 中央三丁目     | ちゅうおう       | 2010年2月27日    | 2010年2月27日          | 大字守谷                                   |      |
| 中央四丁目     | ちゅうおう       | 2010年2月27日    | 2010年2月27日          | 大字守谷                                   |      |
| 同地           | どうじ           | 1889年4月1日     | 未実施                 | 北相馬郡同地村                             |      |
| 野木崎         | のぎさき         | 1889年4月1日     | 未実施                 | 北相馬郡野木崎村                           |      |
| ひがし野一丁目 | ひがしの         | 2004年12月25日   | 2004年12月25日         | 大字守谷                                   |      |
| ひがし野二丁目 | ひがしの         | 2004年12月25日   | 2004年12月25日         | 大字守谷                                   |      |
| ひがし野三丁目 | ひがしの         | 2004年12月25日   | 2004年12月25日         | 大字守谷                                   |      |
| ひがし野四丁目 | ひがしの         | 2013年10月12日   | 2013年10月12日         | 松並字大日の一部                           |      |
| 本町           | ほんちょう       | 2002年2月2日     | 未実施                 | 大字守谷、乙子、同地の各一部               |      |
| 松ケ丘一丁目   | まつがおか       | 1988年5月31日    | 1988年5月31日          | 大字守谷                                   |      |
| 松ケ丘二丁目   | まつがおか       | 1988年5月31日    | 1988年5月31日          | 大字高野、大字鈴塚、大字守谷               |      |
| 松ケ丘三丁目   | まつがおか       | 1988年5月31日    | 1988年5月31日          | 大字高野、大字鈴塚、大字守谷               |      |
| 松ケ丘四丁目   | まつがおか       | 1988年5月31日    | 1988年5月31日          | 大字大柏、大字高野、大字鈴塚               |      |
| 松ケ丘五丁目   | まつがおか       | 1988年5月31日    | 1988年5月31日          | 大字大柏、大字鈴塚、大字守谷               |      |
| 松ケ丘六丁目   | まつがおか       | 1988年5月31日    | 1988年5月31日          | 大字大柏、大字高野                         |      |
| 松ケ丘七丁目   | まつがおか       | 1988年5月31日    | 1988年5月31日          | 大字大柏、大字高野、大字鈴塚（飛地）       |      |
| 松並           | まつなみ         | 2002年2月2日     | 未実施                 | 大字守谷、同地の各一部                     |      |
| 松並青葉一丁目 | まつなみあおば   | 2016年10月22日   | 2016年10月22日         | 松並の一部                                 |      |
| 松並青葉二丁目 | まつなみあおば   | 2016年10月22日   | 2016年10月22日         | 松並の一部                                 |      |
| 松並青葉三丁目 | まつなみあおば   | 2016年10月22日   | 2016年10月22日         | 松並の一部                                 |      |
| 松並青葉四丁目 | まつなみあおば   | 2016年10月22日   | 2016年10月22日         | 松並の一部                                 |      |
| 松前台一丁目   | まつまえだい     | 1985年5月24日    | 1985年5月24日          | 大字大山新田、大字立沢                     |      |
| 松前台二丁目   | まつまえだい     | 1985年5月24日    | 1985年5月24日          | 大字大山新田、大字立沢                     |      |
| 松前台三丁目   | まつまえだい     | 1985年5月24日    | 1985年5月24日          | 大字大山新田、大字立沢                     |      |
| 松前台四丁目   | まつまえだい     | 1985年5月24日    | 1985年5月24日          | 大字大山新田                               |      |
| 松前台五丁目   | まつまえだい     | 1985年5月24日    | 1985年5月24日          | 大字大山新田、大字板戸井                   |      |
| 松前台六丁目   | まつまえだい     | 1985年5月24日    | 1985年5月24日          | 大字大山新田、大字板戸井                   |      |
| 松前台七丁目   | まつまえだい     | 1985年5月24日    | 1985年5月24日          | 大字大山新田、大字板戸井                   |      |
| みずき野一丁目 | みずきの         | 1982年           | 1982年                 | 大字東守谷                                 |      |
| みずき野二丁目 | みずきの         | 1982年           | 1982年                 | 大字東守谷                                 |      |
| みずき野三丁目 | みずきの         | 1982年           | 1982年                 | 大字東守谷                                 |      |
| みずき野四丁目 | みずきの         | 1982年           | 1982年                 | 大字東守谷                                 |      |
| みずき野五丁目 | みずきの         | 1982年           | 1982年                 | 大字東守谷                                 |      |
| みずき野六丁目 | みずきの         | 1982年           | 1982年                 | 大字東守谷                                 |      |
| みずき野七丁目 | みずきの         | 1982年           | 1982年                 | 大字東守谷                                 |      |
| みずき野八丁目 | みずきの         | 1982年           | 1982年                 | 大字東守谷                                 |      |
| 美園一丁目     | みその           | 1999年9月25日    | 1999年9月25日          | 大字乙子、大字高野                         |      |
| 美園二丁目     | みその           | 1999年9月25日    | 1999年9月25日          | 大字乙子、大字高野                         |      |
| 美園三丁目     | みその           | 1999年9月25日    | 1999年9月25日          | 大字乙子、大字高野                         |      |
| 美園四丁目     | みその           | 1999年9月25日    | 1999年9月25日          | 大字乙子、大字高野                         |      |
| 美園五丁目     | みその           | 1999年9月25日    | 1999年9月25日          | 大字乙子、大字高野                         |      |
| 緑一丁目       | みどり           | 1993年10月29日   | 1993年10月29日         | 大字板戸井、大字大木、大字立沢、大字野木崎 |      |
| 緑二丁目       | みどり           | 1993年10月29日   | 1993年10月29日         | 大字板戸井、大字大木、大字立沢、大字野木崎 |      |
| 薬師台一丁目   | やくしだい       | 1985年5月24日    | 1985年5月24日          | 大字立沢                                   |      |
| 薬師台二丁目   | やくしだい       | 1985年5月24日    | 1985年5月24日          | 大字板戸井、大字立沢                       |      |
| 薬師台三丁目   | やくしだい       | 1985年5月24日    | 1985年5月24日          | 大字板戸井、大字立沢                       |      |
| 薬師台四丁目   | やくしだい       | 1985年5月24日    | 1985年5月24日          | 大字板戸井、大字立沢                       |      |
| 薬師台五丁目   | やくしだい       | 1985年5月24日    | 1985年5月24日          | 大字板戸井、大字立沢                       |      |
| 薬師台六丁目   | やくしだい       | 1985年5月24日    | 1985年5月24日          | 大字板戸井、大字立沢                       |      |
| 薬師台七丁目   | やくしだい       | 1985年5月24日    | 1985年5月24日          | 大字板戸井、大字立沢                       |      |
| 百合ケ丘一丁目 | ゆりがおか       | 2002年2月2日     | 未実施                 | 大字守谷                                   |      |
| 百合ケ丘二丁目 | ゆりがおか       | 2002年2月2日     | 未実施                 | 大字守谷                                   |      |
| 百合ケ丘三丁目 | ゆりがおか       | 2002年2月2日     | 未実施                 | 大字守谷                                   |      |

## 旧大字
守谷市では、新町名起立の度に範囲を縮小してはいるものの1889年の市制町村制施行時からの大字がほぼ全て残存している。消滅した大字は2つだが、うち1つは新設後早期に新たな町名へ変更されたもので、1981年（昭和56年）に大字守谷、大字小山の各一部より起立し、翌年全域がみずき野一～八丁目へと変更された大字東守谷である。もう一つは近世以前の守谷町の流れを汲む大字守谷で、2002年（平成14年）の市制時に本町、松並、百合ケ丘一～三丁目に分割された。守谷駅周辺は大字守谷として残ったが、2010年（平成22年）に中央一～四丁目となり消滅している。なお、大字守谷以外の大字は市制時に「大字」の文字を付記を廃止した為、現行の大字には大字の文字は付記されない。
地番は大字単位で付番されていたが、大字守谷のみ甲、乙、丙に分けられていた。甲、乙、丙は、大字守谷分割時に本町、松並、百合ケ丘では廃止され、残存部も中央へと町名変更された際に廃止された。